# رشته‌کوه کومئوتیویام
رشته‌کوه کومئوتیویام (روسی: Комеутюямский хребет) یک رشته‌کوه در سرزمین کامچاتکای کشور روسیه است.